# Klub Sportowy Amica Wronki
Il Klub Sportowy Amica Wronki, meglio noto come Amica Wronki, fu una società calcistica polacca con sede nella città di Wronki. Attiva dal 1992 al 2007, ha vinto 3 Coppe di Polonia consecutive e 2 Supercoppe di Polonia consecutive.

## Storia
Il club venne fondato il 21 giugno 1992 dalla società polacca di elettrodomestici Amica, con la fusione di due società cittadine, il Błękitni Wronki e il LKS Czarni Wromet Wróblewo. La nuova squadra venne iscritta in IV liga, l'allora quarto livello del campionato polacco di calcio, e con tre promozioni consecutive arrivò nel giro di tre anni in massima serie. Giocò in I liga per 11 stagioni consecutive, dalla 1995-1996 alla 2005-2006, ottenendo come miglior risultato il terzo posto nella I liga 2001-2002 e nella I liga 2003-2004. Il triennio 1998-2000 rappresentarono per l'Amica Wronki il periodo di maggior successo, grazie alla conquista della Coppa di Polonia per tre anni di fila e alla conquista della Supercoppa di Polonia per due anni consecutivi. Vinse la sua prima coppa nell'edizione 1997-1998, superando nella finale del 13 giugno 1998 l'Aluminium Konin 5-3 dopo i tempi supplementari. Un mese dopo vinse anche la sua prima Supercoppa, battendo i campioni nazionali del ŁKS. Nel 1999 replicò l'accoppiata, vincendo la Coppa di Polonia per 1-0 sul GKS Bełchatów nel mese di giugno e la Supercoppa sempre per 1-0 sul Wisła Cracovia nel mese di settembre. Nel 2000 vinse nuovamente la Coppa, battendo nella doppia finale il Wisła Cracovia, ma non riuscì a imporsi nella Supercoppa, venendo sconfitto per 4-2 dal Polonia Varsavia. Nel 2002 raggiunse nuovamente la finale della Coppa di Polonia, ma questa volta fu il Wisła Cracovia a imporsi nella doppia finale.
Grazie a questi successi e ai piazzamenti in campionato, l'Amica Wronki si guadagnò l'accesso alle competizioni UEFA per club. Fece il suo esordio in campo europeo con la partecipazione alla Coppa delle Coppe 1998-1999, nonché ultima edizione del torneo: dopo aver superato i maltesi dell'Hibernians nel turno preliminare, l'Amica Wronki venne eliminato ai sedicesimi di finale dagli olandesi dell'Heerenveen perdendo sia la partita di andata sia quella di ritorno. Seguirono quattro partecipazioni alla Coppa UEFA, concluse col raggiungimento del secondo turno nelle prime tre partecipazioni e con l'eliminazione alla fase a gironi nell'ultima partecipazione. Nella Coppa UEFA 2004-2005 l'Amica Wronki scese in campo nel secondo turno preliminare, superando gli ungheresi dell'Honvéd; nel primo turno del tabellone principale sconfisse i lettoni del Ventspils, raggiungendo così la fase a gironi: sorteggiato nel girone F con gli olandesi dell'AZ Alkmaar, coi francesi dell'Auxerre, con gli austriaci del Grazer AK e con gli scozzesi dei Rangers, l'Amica Wronki concluse all'ultimo posto con quattro sconfitte e venne così eliminato dalla competizione.
Al termine della I liga 2005-2006, conclusa con un quarto posto e con l'ammissione alla Coppa Intertoto 2006, l'Amica Wronki e il Lech Poznań decisero di procedere a una fusione, con la nuova società che si iscrisse alla stagione successiva come Lech Poznań e trasferendo tutta la squadra a Poznań. Quel che rimase dell'Amica Wronki venne iscritto nel girone 2 della III liga, dove militava la squadra riserve. La squadra, composta per lo più da giovani calciatori, concluse il campionato al decimo posto, ma subito dopo la società venne sciolta definitivamente.

## Palmarès

### Competizioni nazionali
- Coppa di Polonia: 3

1997-1998, 1998-1999, 1999-2000
- Supercoppa di Polonia: 2

1998, 1999

### Altri piazzamenti
- Campionato polacco:

Terzo posto: 2001-2002, 2003-2004
- Coppa di Polonia:

Finalista: 2001-2002
- Supercoppa di Polonia:

Finalista: 2000

## Statistiche e record

### Partecipazione ai campionati
| Livello | Categoria | Partecipazioni | Debutto   | Ultima stagione | Totale |
| ------- | --------- | -------------- | --------- | --------------- | ------ |
| 1º      | I liga    | 11             | 1995-1996 | 2005-2006       | 11     |
| 2º      | II liga   | 1              | 1994-1995 | 1994-1995       | 1      |
| 3º      | III liga  | 1              | 1993-1994 | 1993-1994       | 1      |
| 4º      | IV liga   | 1              | 1992-1993 | 1992-1993       | 2      |
| 4º      | III liga  | 1              | 2006-2007 | 2006-2007       | 2      |

### Partecipazione alle coppe europee
| Competizione      | Partecipazioni | Debutto   | Ultima stagione | Totale |
| ----------------- | -------------- | --------- | --------------- | ------ |
| Coppa delle Coppe | 1              | 1998-1999 | 1998-1999       | 1      |
| Coppa UEFA        | 4              | 1999-2000 | 2004-2005       | 4      |